# Szthenelosz (Androgeósz fia)
Szthenelosz (görög betűkkel Σθένελος, latinosan Sthenelus) mínoszi királyfi, Androgeósz fia, Alkaiosz testvére.
Héraklész a kilencedik feladatának teljesítése előtt kikötött Paroszon. A hajójának legénységéből vízért indulókat a szigeten Minósz és Paria fiai meggyilkolták, mire Héraklész megostromolta Paroszt. Eurümedónt, Khrüszészt, Nephaliónt és Philolaoszt megölték, de csak akkor vetett véget a háborúnak, amikor Alkaioszt és Sztheneloszt fogolyként átadták neki. A két testvér ezután elkísérte Héraklészt Hippolütéhoz. A hazaúton a paroszihoz hasonló kalandba keveredtek Thaszoszon, ahol legyőzték a trákokat. Héraklész az addigi segítségükért cserébe Thaszosz uralkodóivá tette a két krétai királyfit.
A mítosz valószínűleg Thaszosz első gyarmatvárosainak keletkezéséről szól, talán paroszi telepesek alapították azokat.